# Pahnājī
Pahnājī (persiska: پهناجی, پَهن حاجّی, پَهن حاجی) är en ort i Iran.   Den ligger i provinsen Mazandaran, i den norra delen av landet, 160 km nordost om huvudstaden Teheran. Antalet invånare är 188.
Terrängen runt Pahnājī är mycket platt. Runt Pahnājī är det tätbefolkat, med 790 invånare per kvadratkilometer. Närmaste större samhälle är Babol, 13,9 km sydväst om Pahnājī. Trakten runt Pahnājī består till största delen av jordbruksmark.